# Myrica heterophylla
Myrica heterophylla là một loài thực vật có hoa trong họ Myricaceae. Loài này được Raf. mô tả khoa học đầu tiên năm 1838.

## Hình ảnh

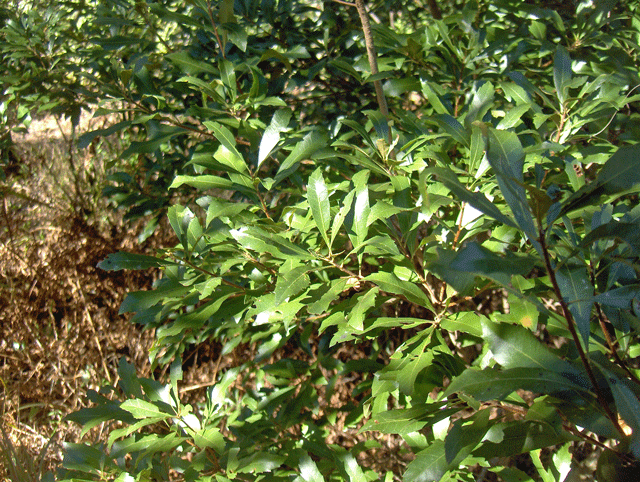